# یوسف علی موصالیم
یوسف علی موصالیم (انگلیسی: Yusuff Ali M.A.؛ زادهٔ ۱۵ نوامبر ۱۹۵۵) کارآفرین و سرمایه‌دار اماراتی هندی است، که در سال ۲۰۰۰ گروه لولو را تأسیس کرد.